# „HÍD” Dunaújváros és Környéke Egyesület
A „HÍD” Dunaújváros és Környéke Egyesület a Pentele híd megépítéséért való összefogásért és térség fejlesztéséért jött létre 1995-ben. Elnöke: Rauf Pál (Nagyvenyim volt polgármestere).  
Az alapító tagok között van többek között: dr. Kiss Attila, dr. Kiss Endre, Almási Zsolt, dr. Kálmán András, Rohonczi Sándor. 2005-re körülbelül 200 tagot számlált az egyesület, amelynek elnöke, Rauf Pál, 2006-ban megkapta a Közép-Dunántúli Régió „Királyi Régióért” díját az „egyesületben végzett kiemelkedő társadalmi tevékenységéért”. Rohonczi Sándor, az egyesület ügyvivője, 2006. március 15-én vehette át a Magyar Köztársaság Arany Érdemkereszt kitüntetését „Dunaújváros és térsége fejlesztéséért kifejtett tevékenységéért, valamint a »HÍD«  Egyesület ügyvivőjeként végzett 10 éves munkájáért”.
Az Egyesület úttörő tevékenységet végzett a '90-es évek közepétől a területfejlesztésben. 1998–99-ben készítették el a Dunaújvárosi kistérség első fejlesztési programját, amelynek nagy része azóta – az egyesület munkásságának is köszönhetően – megvalósult.
Az egyesületnek öt klubja van: Humán Klub, Értelmiségi Klub, Környezetvédelmi Klub, Üzletemberek Klubja, Idegenforgalmi Klub.  
2005-ben adták ki A „HÍD” Egyesület első 10 éve című könyvet, amely az egyesület első 10 évének munkájáról szól. (ISBN 963219 795 X)
Indulása, 2003 óta támogatja az ACÉL-HÍD Foglalkoztatási és Térségfejlesztési Programot, amely Dunaújváros és térsége operatív fejlesztési programja, célja a térség új fejlődési pályára állítása, a Kistérségi Fejlesztési Terv megvalósítása.